# Astrid Frankl Sandberg
Astrid Frankl Sandberg, född den 6 oktober 2003, är en svensk basketspelare som spelar för Högsbo.

## Biografi
Astrid Frankl Sandbergs moderklubb är Fryshuset. Hon har 2024 värvats av Högsbo från Östersund. Säsongen 2022/2023 valdes hon till Årets stjärnskott. Hon har även representerat det svenska landslaget där hon debuterade 2023.